# Motacilla maderaspatensis
La lavandera india (Motacilla maderaspatensis) es una especie de ave paseriforme de la familia Motacillidae propia del subcontinente indio. Su nombre deriva de la ciudad India de Madrás.

## Distribución y hábitat
Su hábitat se encuentra en la península India, en el norte de Pakistán y el bajo Himalaya  por la pendiente a Bangladés y Arunachal Pradesh.

## Galería

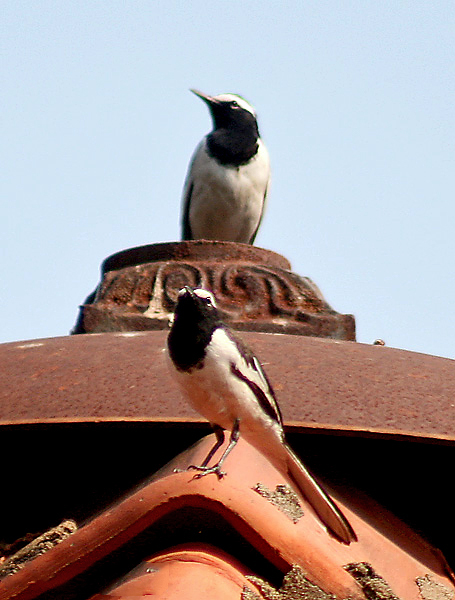
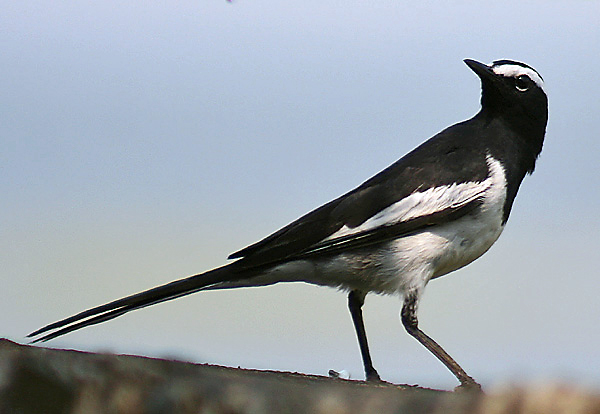
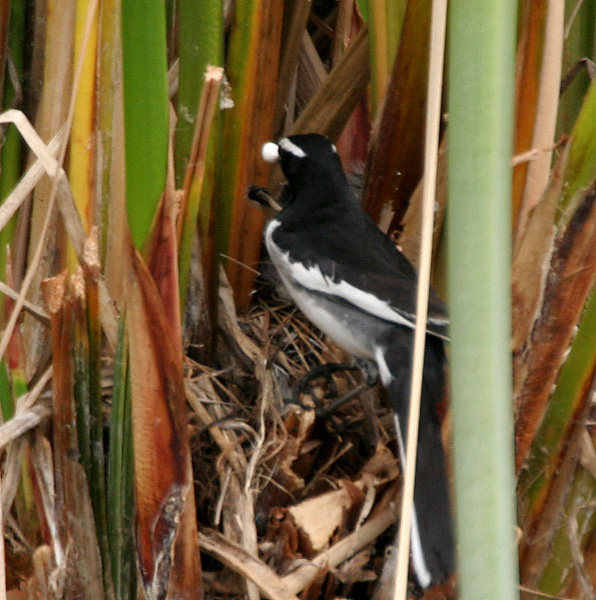
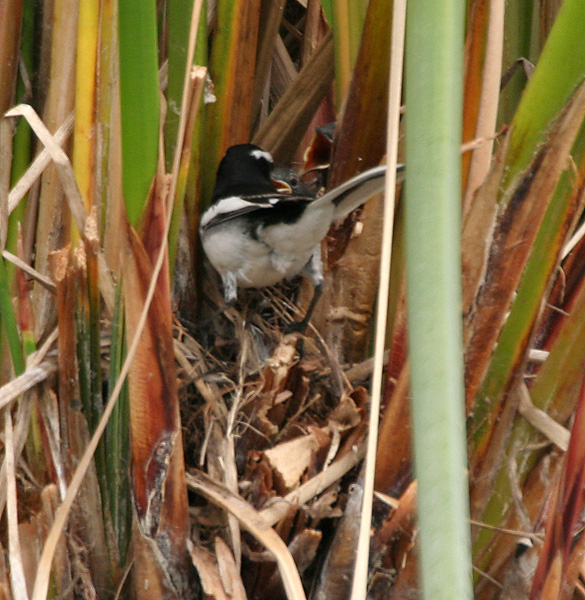